# Châu Thổ
Châu Thổ tên đầy đủ Nguyễn Thị Bích Thủy (sinh năm 1957) là một trong những nữ biên kịch hàng đầu của điện ảnh Việt Nam. Bà là tác giả kịch bản của những bộ phim như Trăng nơi đáy giếng, Biệt thự Pensée,...

## Tiểu sử và sự nghiệp
Châu Thổ sinh ngày 10 tháng 7 năm 1957 tại Đồng Hới, Quảng Bình.
Sau khi tốt nghiệp phổ thông, Châu Thổ học khóa 2 Khoa báo chí, trường Tuyên huấn Trung ương từ năm 1975, đến năm 1979 bà tốt nghiệp và về quê ngoại tại Bến Tre và làm phóng viên của báo Đồng khởi. Năm 1982, kịch bản đầu tay của bà là Người tự nhậm chức giành giải nhì Cuộc thi viết Kịch bản sân khấu của hội Sân khấu Thành phố Hồ Chí Minh. Những bài phóng sự về các hành vi tiêu cực mà bà viết bị kiểm duyệt và chỉnh sửa; bà cũng bị Văn phòng Tỉnh Ủy đưa vào diện có dấu hiệu phản động, không chấp nhận được điều này, năm 1983 bà bỏ nghề báo và về làm việc tại Xí nghiệp phim Tổng hợp. Cùng năm, Châu Thổ bí mật đi thi và đậu thủ khoa đầu vào của Trường Đại học Sân khấu – Điện ảnh Hà Nội. Bà được Xí nghiệp phim chấp nhận cho đi học bậc đại học khoa Biên kịch. Năm 1986, Châu Thổ tốt nghiệp với điểm tuyệt đối, bà chuyển sang làm Trưởng đại diện Văn phòng Báo Điện ảnh Việt Nam ở TPHCM (nay là Báo Điện ảnh - Kịch trường) rồi làm ở Báo Công Nghiệp. Cuối cùng bà quay lại Hãng phim Giải Phóng. Các kịch bản mà bà viết ra đều không qua được vòng kiểm duyệt của Hội đồng nghệ thuật của Hãng. Từ thời điểm này bà quyết định thay đổi bút danh để bắt đầu lại, bút danh được bắt đầu bằng Châu - tên con trai bà - và kết hợp với một từ để có ý nghĩa. Vậy là cái tên Châu Thổ ra đời.
Năm 2001, ngay từ kịch bản phim tài liệu đầu tiên mà bà viết Di chúc của những oan hồn do nghệ sĩ Văn Lê đạo diễn, đã được trao giải Bông sen vàng tại Liên hoan phim Việt Nam lần thứ 13.
Năm 2003, đạo diễn Lê Đức Tiến nhận chức Giám đốc Hãng phim Giải Phóng, ông đưa cho Châu Thổ cuốn truyện ngắn Trăng nơi đáy giếng của Trần Thùy Mai và muốn bà chuyển thể thành kịch bản phim. Trước đây, truyện ngắn này đã được nhiều tác giả chuyển thể và giành được giải thưởng nhưng chưa được dựng thành phim. Sau khi hoàn thành kịch bản, Châu Thổ đã đề nghị để nghệ sĩ Nguyễn Vinh Sơn đạo diễn bộ phim, cũng như hầu hết các sản phẩm điện ảnh, đạo diễn và biên kịch của Trăng nơi đáy giếng gặp cũng có những ý tưởng không đồng nhất. Nhưng may mắn là bộ phim đã rất thành công khi giành được giải Bông sen Bạc tại Liên hoan phim Việt Nam lần thứ 16 năm 2009; tại giải Cánh diều 2008 diễn ra cùng năm, bộ phim đã giành được 4 giải, trong đó bà giành được giải biên kịch xuất sắc.
Ngày 21 tháng 6 năm 2006, Châu Thổ cùng các nhà biên kịch Phạm Thùy Nhân, Sâm Thương, Thế Khanh thành lập Senafilm / Hãng phim Sêna (Sena phiên âm từ scénario trong tiếng Pháp); với mục đích ban đầu là sản xuất kịch bản cho các hãng phim khác. Năm 2007, qua việc phát hành dành VCD/DVD bộ phim Những chiếc lá thời gian đã giúp 4 nhà biên kịch thu lại được vốn ban đầu. Năm 2010, Châu Thổ trở thành người dẫn chương trình Người phụ nữ thời đại của kênh HTV7.
Năm 2015, Châu Thổ sản xuất bộ phim Biệt thự Penssé dài 35 tập, do bà và Minh Trương đồng đạo diễn. Bộ phim dựa theo truyện ngắn Kẻ sát nhân lương thiện của nhà văn Lại Văn Long mà bà đã đọc được từ 12 năm trước. Với bộ phim này, Châu Thổ giành giải Biên kịch xuất sắc tại Giải Cánh diều 2015.
Châu Thổ từng là thành viên ban Giám khảo Gương mặt Sân khấu - Điện ảnh triển vọng 2013; thành viên ban Giám khảo hạng mục phim điện ảnh tại giải Cánh diều 2018; và thành viên Hội đồng Nghệ thuật của Giải thưởng Ngôi Sao Xanh (lần thứ 7, lần thứ 8 và lần thứ 9).

## Tác phẩm

### Sân khấu
- 1982 - kịch bản: Người tự nhậm chức

### Phim tài liệu
| Năm  | Kịch bản              | Đạo diễn | Chú thích |
| ---- | --------------------- | -------- | --------- |
| 2000 | Di chúc những oan hồn | Văn Lê   | [ 8 ]     |

### Phim điện ảnh / video
| Năm      | Tựa đề                        | Đạo diễn                   | Sản xuất                                                                               | Chú thích  |
| -------- | ----------------------------- | -------------------------- | -------------------------------------------------------------------------------------- | ---------- |
| 1999     | Người đàn bà không hóa đá     | Đào Bá Sơn                 | Hãng phim Giải Phóng                                                                   | Điện ảnh   |
| 2001     | Giá mua thượng đế             | Hồ Ngọc Xum                | Hãng phim Giải Phóng                                                                   | Điện ảnh   |
| 2003 (?) | Người đàn bà không chung thủy |                            | Hãng phim Giải Phóng                                                                   | Điện ảnh   |
| 2004     | Sóng tình                     | Minh Cao                   | Hãng Phim truyền hình Bình Dương                                                       | Phim video |
| 2004     | Rặng trâm bầu                 | Bùi Đình Thứ               | Công ty Điện ảnh TPHCM, Phát hành phim Quân đội, Đài Phát thanh Truyền hình Tiền Giang | Phim video |
| 2007     | Những chiếc lá thời gian      | Lê Cung Bắc, Bùi Quang Đạt | Senafilm                                                                               | Phim video |
| 2008     | Trăng nơi đáy giếng           | Nguyễn Vinh Sơn            | Hãng phim Giải Phóng                                                                   | Điện ảnh   |
| 2015     | Trót yêu                      | Việt Trinh; Châu Thổ       | Senafilm                                                                               | Điện ảnh   |

### Phim dài tập
| Năm  | Tựa đề                             | Đạo diễn                                                        | Đồng biên kịch                                    | Chú thích            |
| ---- | ---------------------------------- | --------------------------------------------------------------- | ------------------------------------------------- | -------------------- |
| 2001 | Họ từng chung kẻ thù               | Lê Cung Bắc                                                     |                                                   |                      |
| 2005 | Hoa hồng                           | Hồng Phú Vinh                                                   |                                                   | [ 22 ]               |
| 2007 | Ghen                               | Đặng Lưu Việt Bảo; Trương Dũng                                  |                                                   | [ 23 ]               |
| 2007 | Cha dượng                          | Phạm Thanh Phong; Quốc Thành                                    |                                                   |                      |
| 2008 | Lọ lem thời @                      | Trần Ngọc Phong                                                 |                                                   |                      |
| 2008 | Tình yêu pha lê                    | Xuân Cường                                                      | Làm lại từ kịch bản Người đàn bà không chung thủy | [ 24 ]               |
| 2008 | Gió nghịch mùa                     | Đặng Lưu Việt Bảo                                               |                                                   |                      |
| 2008 | Hồi xuân                           | Bùi Đình Thứ                                                    |                                                   | [ 25 ]               |
| 2010 | Ở lại trần gian                    | Trần Ngọc Phong                                                 |                                                   |                      |
| 2010 | Vợ người ta / Thiên đường ở bên ta | Quốc Thành                                                      | Lê Thị Minh Nghĩa                                 |                      |
| 2011 | Câu chuyện cuối mùa thu            | Quốc Thành                                                      |                                                   |                      |
| 2012 | Cá cược cuộc đời                   | Nguyễn Minh Cao                                                 |                                                   |                      |
| 2012 | Trở về 1                           | Việt Trinh                                                      |                                                   |                      |
| 2012 | Trở về 2                           | Việt Trinh                                                      |                                                   |                      |
| 2013 | Người giúp việc                    | Quốc Thành                                                      |                                                   |                      |
| 2014 | Trở về 3                           | Việt Trinh                                                      |                                                   |                      |
| 2014 | Đường chân trời                    | Minh Trương                                                     |                                                   |                      |
| 2015 | Biệt thự Penssé                    | Châu Thổ; Minh Trương                                           |                                                   |                      |
| 2015 | Huyền thoại tím                    | Việt Trinh                                                      |                                                   |                      |
| 2017 | Hồ sơ lửa                          | Phần 1: Võ Ngọc; Nhất Tuấn Phần 2: Minh Quang Phần 3: Dũng Nghệ | Lại Văn Long                                      | [ 26 ] [ 27 ] [ 28 ] |
| 2017 | Một nửa nanh cọp                   | Việt Trinh                                                      | Phan Ngọc Hải                                     | [ 29 ]               |

## Giải thưởng
| Giải cá nhân             | Giải cá nhân                                            | Giải cá nhân       | Giải cá nhân          | Giải cá nhân  | Giải cá nhân |
| Năm                      | Sự kiện                                                 | Hạng mục           | Tác phẩm dự giải      | Kết quả       | Chú thích    |
| ------------------------ | ------------------------------------------------------- | ------------------ | --------------------- | ------------- | ------------ |
| 1982                     | Cuộc thi viết Kịch bản sân khấu của hội Sân khấu TP.HCM |                    | Người tự nhậm chức    | Giải nhì      |              |
| 2009                     | Giải Cánh diều lần thứ 7                                | Biên kịch xuất sắc | Trăng nơi đáy giếng   | Đoạt giải     |              |
| 2016                     | Giải Cánh Diều 2015                                     | Biên kịch xuất sắc | Biệt thự Pensée       | Đoạt giải     |              |
| Giải thưởng cho tác phẩm |                                                         |                    |                       |               |              |
| Năm                      | Sự kiện                                                 | Hạng mục           | Tác phẩm              | Kết quả       |              |
| 2000                     | Hội Điện ảnh Việt Nam năm 2000                          | Phim tài liệu      | Di chúc những oan hồn | Giải A        |              |
| 2001                     | Liên hoan phim Việt Nam lần thứ 13                      | Phim tài liệu      | Di chúc những oan hồn | Bông sen Vàng |              |
| 2009                     | Giải Cánh diều lần thứ 7                                | Phim truyện nhựa   | Trăng nơi đáy giếng   | Cánh diều Bạc |              |